# Mahmoud Mokhtar El-Tetsh
Mahmoud Mokhtar El-Tetsh (in arabo محمود مختار التتش رفاعي‎?; Il Cairo, 29 settembre 1905 – Il Cairo, 21 febbraio 1965) è stato un calciatore egiziano, di ruolo attaccante.

## Carriera
Fu uno dei più importanti giocatori nella storia del calcio egiziano. Cominciò a giocare a calcio da bambino, quando si mise in luce fra i coetanei. Nel 1917 si unì all'Al-Ahly e al suo esordio segnò la rete decisiva per la vittoria contro una squadra dell'aviazione inglese nella Coppa del Sultano. A 17 anni divenne capitano della squadra e della nazionale egiziana, con la quale ottenne la convocazione ai Giochi olimpici del 1924, per partecipare ai quali ottenne un decreto firmato dal primo ministro Saad Zaghloul che gli permetteva di sostenere i propri esami universitari anche all'estero. Nonostante ciò, nel corso di quell'esperienza olimpica non scese mai in campo, come avrebbe invece fatto 4 anni più tardi ai Giochi olimpici del 1928 ed in seguito a quelli del 1936. Con la nazionale egiziana giocò anche il campionato del mondo 1934.
Si ritirò dall'attività agonistica nel 1940, nel momento migliore della propria carriera, e si dedicò all'hockey su prato come hobby. In seguito allenò l'Al-Ahly, prima di diventare segretario generale del Comitato olimpico egiziano, carica ricoperta dal 1955 al 1959.
È dedicato a lui lo stadio Mokhtar El-Tetsh, che ospitò a lungo le partite casalinghe dell'Al-Ahly prima del suo trasferimento al più grande stadio internazionale del Cairo.